# Серафим II
Патриа́рх Серафи́м II Анина (греч. Πατριάρχης Σεραφεὶμ Β´; кон. XVII, Дельвина — 7 декабря 1779, Мгарский монастырь, Малороссийская губерния) — епископ Константинопольской православной церкви, патриарх Константинопольский (1757—1761).

## Биография
Родился в конце XVII века в городе Дельвина в албанской семье.
С 8 октября 1746 года был митрополитом Филиппольским (ныне Пловдив).
22 июля 1757 года избран Патриархом Константинопольским.
В 1759 году установил 30 ноября праздник святого Андрея, а в 1760 году он дал первое разрешение Косьме Этолийскому начать миссионерскую поездки по деревням Фракии.
В 1759 году пригласил Евгения (Булгариса) реформировать в Патриаршую гимназию в Константинополе.
При патриархе Серафиме произошло сближение Российской империи с Константинопольским Патриархатом.
26 марта 1761 года был смещён османскими властями с патриаршего престола и сослан на Афон. Поселился в Андреевском скиту.
Во время русско-турецкой войны 1768—1774 годов поддержал действия Российской империи и идею создания православного пророссийского государства на Балканах и в 1769 году он призвал греческое население восстать против турок.
После провала революции в 1776 году он переехал в Россию, поселившись в Мгарском монастыре, где и умер 7 декабря 1779 года. Похоронен там же.